# Toksykomania
Toksykomania – nadmierne, okresowe lub systematyczne przyjmowanie substancji działających szkodliwie na organizm człowieka. Ogólne określenie na zjawisko świadomego narażania własnego organizmu na szkodliwe działanie różnych substancji: narkotyków, leków, rozpuszczalników, używek i innych potencjalnie szkodliwych substancji. Toksykomania może prowadzić do rozwoju nałogu i uzależnienia od zażywanych środków.
Typy toksykomanii według WHO
1. Typ morfinowy – charakteryzujący się silną zależnością psychiczną i fizyczną oraz zwiększeniem tolerancji, jak również wyraźnymi objawami abstynencji
2. Typ barbituranowo-alkoholowy – o wyraźnej zależności psychicznej o różnym nasileniu oraz o mniejszej, ale wyraźnej zależności fizycznej. Niewielkie zwiększenie tolerancji oraz objawów abstynencji, kwalifikują ten zespół do nałogów
3. Typ kokainowy – charakteryzujący się silną zależnością psychiczną, słabą fizyczną, znacznym zwiększeniem tolerancji oraz objawami abstynencji
4. Typ cannabis (alkaloidy konopi) – występuje słaba, umiarkowana lub silna zależność psychiczna, brak zależności fizycznej, brak objawów abstynencji, niewielkie zwiększenie tolerancji
5. Typ amfetaminowy – wyraża się zależnością psychiczną i brakiem zależności fizycznej. Wyraźne zwiększenie tolerancji
6. Typ khat (katyna, pochodna efedryny) – przeważa zależność psychiczna, brak lub słaba zależność fizyczna przy braku zwiększenia tolerancji
7. Typ substancji halucynogennych – słabo wyrażona lub nieistniejąca zależność psychiczna, przy braku zależności fizycznej i braku zwiększenia tolerancji
8. Typ lotnych rozpuszczalników (wziewna) – słabo wyrażona zależność psychiczna i fizyczna, silne objawy toksyczne

Źródło:
- Witold Seńczuk red.: Toksykologia. Podręcznik dla studentów, lekarzy i farmaceutów Wydanie IV. Warszawa: Wydawnictwo Lekarskie PZWL, 2002. ISBN 83-200-2648-2. Brak numerów stron w książce

Przeczytaj ostrzeżenie dotyczące informacji medycznych i pokrewnych zamieszczonych w Wikipedii.